# Chéronvilliers
Chéronvilliers – miejscowość i gmina we Francji, w regionie Normandia, w departamencie Eure.
Według danych na rok 1990 gminę zamieszkiwało 377 osób, a gęstość zaludnienia wynosiła 18 osób/km² (wśród 1421 gmin Górnej Normandii Chéronvilliers plasuje się na 547. miejscu pod względem liczby ludności, natomiast pod względem powierzchni na miejscu 46.).